# Scutiger chintingensis
Scutiger chintingensis är en groddjursart som beskrevs av Liu och Hu 1960. Scutiger chintingensis ingår i släktet Scutiger och familjen Megophryidae. IUCN kategoriserar arten globalt som starkt hotad. Inga underarter finns listade i Catalogue of Life.